# Xã Upper Oxford, Quận Chester, Pennsylvania
Xã Upper Oxford (tiếng Anh: Upper Oxford Township) là một xã thuộc quận Chester, tiểu bang Pennsylvania, Hoa Kỳ. Năm 2010, dân số của xã này là 2.484 người.